# Scopula sylvestrata
Scopula sylvestrata är en fjärilsart som beskrevs av Moritz Balthasar Borkhausen 1794. Scopula sylvestrata ingår i släktet Scopula och familjen mätare. Inga underarter finns listade.